# 슈퍼라디오
《하하의 슈퍼라디오》는 KBS 쿨FM(수도권 FM 89.1㎒)에서 매일 오후 2시부터 오후 4시까지, 재방송은 새벽 1시부터 새벽 3시까지 방송하는 대중음악 전문 라디오 프로그램이다.

## DJ
- 가수 하하 (남)

## 코너

### 매일 코너
- 하줌마 (월-금)
  - 편한 동네 친구 같은 하줌마와 잠깐의 수다 타임!
- 음성메모 (토/일)
  - 딩동! 당신의 TMI가 슈퍼라디오에 도착했습니다.

투 머치 인포메이션, 여러분의 TMI를 음성 메모로 보내주세요!
사소한 것부터 자랑할 만 한 것까지 모두 환영이에요!
- 드림 소울 쏭 (토/일)
  - 우리를 꿈꾸게 하고, 버티게 하고, 힘나게 하는 음악들을, 슈퍼라디오에 소개해주세요!

여러분이 좋아하고 사랑하는 아티스트의 3곡,
힘들 때마다 찾게 되는 플레이 리스트 중에 3곡,
아니면 요즘 자주 듣는 top 3곡을 보내주셔도 좋습니다.
평소 즐겨듣고 좋아하는 음악들(3곡 이상)을 간단한 이유와 함께 보내주세요!

### 요일 코너
- (월) 두신사 (with 브라운아이드소울 영준)
- (화) 하하랑
- (수) ...더보기 (with 허안나)
- (목) 음악, 근데 이제 추억을 곁들인
- (금) 슈퍼 라이브 (with 설레게&레디)

## 역대 방송시간
| 방송 채널 | 방송 기간                         | 방송 시간                                                               |
| --------- | --------------------------------- | ----------------------------------------------------------------------- |
| KBS 쿨FM  | 2024년 11월 25일 ~ 2025년 2월 9일 | 매일 오후 2:00 ~ 오후 4:00                                              |
| KBS 쿨FM  | 2025년 2월 10일 ~ 현재            | 매일 오후 2:00 ~ 오후 4:00 (본방송) 매일 새벽 1:00 ~ 새벽 3:00 (재방송) |